# Les Diamants du Mékong
Pour plus de détails, voir Fiche technique et Distribution.
Les Diamants du Mékong (titre original : Die Diamantenhölle am Mekong) est un film de coproduction allemande, française et italienne réalisé par Gianfranco Parolini sorti en 1964.

## Synopsis
Un grand nombre de diamants sont vendus par Amsterdam depuis un certain temps. Les recherches d'un journaliste ont révélé que les diamants provenaient d'une mine illégale en Thaïlande, non loin du Mékong. Le chef de la mine est un certain John Yakiris. Derrière les diamants, il y a deux groupes d'intérêt : une bande de gangsters dirigé par un homme alias "Le Tigre Jaune" et le syndicat international du diamant qui veut acquérir la mine afin de contrôler le commerce mondial du diamant. Avant que le journaliste ne puisse décrire l'emplacement exact de la mine à sa secrétaire, il est assassiné.
Voulant savoir où se trouve la mine, le syndicat envoie son meilleur homme, Vermeeren, à Bangkok pour rencontrer un partenaire commercial du syndicat nommé Si Ting Mo, un diamantaire. À l'aéroport de Bangkok, Vermeeren rencontre le journaliste Werner Homfeld, qui soupçonne Vermeeren de vouloir connaître l'emplacement de la mine et veut donc rester prudent. Vermeeren est appelé au téléphone et Homfeld est distrait par la belle Vivian Lancaster, qui veut aussi s'envoler pour Bangkok parce qu'elle travaille comme médecin dans une ferme de serpents sur le Mékong. Lorsque les passagers du vol pour Bangkok sont appelés, Homfeld est irrité que Vermeeren soit soudainement un homme différent. À Bangkok, il montre également un grand intérêt pour les diamants et l'emplacement de la mine. De nouveau Homfeld et le faux Vermeeren se croisent, se traquent et essaient d'être plus intelligents que l'autre. Le faux Vermeeren est tabassé ; Homfeld, lui aussi, échappe de peu à une tentative d'assassinat. Tous deux cherchent Si Ting Mo et le soir ils s'assoient au Lunar Club, où le faux Vermeeren s'est arrangé pour rencontrer le Tigre Jaune. Une bagarre éclate bientôt ici, dans laquelle le chef de la jungle prétendument à l'agonie, Joe Warren, se révèle particulièrement efficace. Il sauve la Britannique Gloria Pickerstone, qui voyage avec son serviteur Smokie et aimerait faire un safari. Joe accepte de l'accompagner dans la jungle.
Le faux Vermeeren trompe Si Ting Mo pour qu'il obtienne de nouveaux diamants à la mine secrète de diamants. Lors de la passation, les différents groupes d'intérêts s'affrontent : Homfeld, le faux Vermeeren et les hommes autour du Tigre Jaune tentent de s'emparer du sac avec l'argent. Homfeld est enfin en mesure de le sécuriser et de se protéger plus tard du mauvais Vermeer. Il remarque qu'il manque une enveloppe avec une carte. Elle montre non seulement l'emplacement de la ferme aux serpents, mais aussi l'emplacement de la mine. En attendant, le fou John Yakiris place des explosifs dans toutes les issues de la mine de diamants. Les tentatives d'évasion sont passibles de la peine de mort et les rebelles sont tués par les serpents de Yakiris. Lorsque le médecin du camp déclenche une révolte contre Yakiris, il est également tué. Le camp manquant désormais d'un médecin, Yakiris ordonne l'enlèvement de Vivian Lancaster.
Homfeld, le faux Vermeeren, Joe, Gloria Pickerstone et Smokie sont dans la jungle. Ici, ils sont observés par les gens autour du Tigre Jaune, dont le vrai nom est Richard, qui leur compliquent la progression. Richard et sa petite amie Jeanette May-Wong sont interceptés par une employée de Vivian qui leur demande de l'aide. Sans plus tarder, Jeanette se fait passer pour un médecin et va avec l'employée et quelques hommes de Richard vers le groupe autour de Homfeld. Ensemble, ils atteignent la ferme aux serpents. Lorsque les hommes de Jeanette et Richard veulent voler toutes les voitures du groupe de touristes, elle est découverte. Homfeld et le faux Vermeeren, qui travaillent désormais ensemble, reconnaissent en Jeanette l'amie du Tigre Jaune au Lunar Bar. Ils l'escortent à l'endroit où ils soupçonnent être également Richard. Une fusillade sauvage s'ensuit alors que Gloria Pickerstone trouve accidentellement accès à la mine. Homfeld et ses hommes et Richard et ses partisans se précipitent vers la mine. Richard et ses hommes meurent lorsque John Yakiris, alarmé, fait sauter le pont d'accès. Homfeld, le faux Vermeeren, Gloria, Joe et Smokie sont capturés, mais Homfeld est submergé de joie de voir Vivian en vie. Elle met en garde ses amis contre John Yakiris ; elle était autrefois son médecin à l'hôpital psychiatrique de Bangkok. En fait, Yakiris est fou et toute la mine a des explosifs pour faire sauter toutes les installations. Après avoir ainsi tué la plupart des ouvriers, il veut s'enfuir avec Vivian. Comme elle ne le suit pas immédiatement, il l'enferme dans l'une des huttes qu'il veut, comme celle de Homfeld et les autres, faire sauter. Homfeld et les autres parviennent à s'échapper. Ils libèrent Vivian et désarment Yakiris, qui est lynché par les travailleurs désormais libres du camp. Peu de temps après, la police arrive, elle avait déjà informé par Homfeld de leur destination avant leur départ. Maintenant, il s'avère également que le vrai nom du faux Vermeeren est Jack McLean et qu'il est commissaire à Interpol. Joe Warren est aussi un flic. Gloria est déçue, mais se réoriente rapidement et se demande à quoi ressemble le mari d'un flic.

## Fiche technique
- Titre : Les Diamants du Mékong
- Titre original : Die Diamantenhölle am Mekong
- Réalisation : Gianfranco Parolini sous le nom de Frank Kramer, assisté d'Eberhard Schröder
- Scénario : Wolf C. Hartwig, Johannes Kai
- Musique : Martin Böttcher
- Photographie : Rolf Kästel
- Montage : Herbert Taschner (de)
- Production : Wolf C. Hartwig
- Société de production : Rapid Film, Metheus Film, Société Nouvelle de Cinématographie
- Société de distribution : Constantin Film
- Pays d'origine :  Allemagne de l'Ouest,  France,  Italie
- Langue : allemand, anglais, thaï
- Format : Couleur - 2,35:1 - Mono - 35 mm
- Genre : Aventures
- Durée : 88 minutes
- Dates de sortie :
  -  Japon : 30 janvier 1964.
  -  Allemagne de l'Ouest : 19 juin 1964.
  -  France : 24 mars 1965[1].
  -  Finlande : 9 juillet 1965.
  -  Danemark : 28 février 1966.
  -  Suède : 14 novembre 1966.
  -  Mexique : 23 mars 1967.

## Distribution
- Paul Hubschmid : Werner Homfeld
- Marianne Hold : Dr. Vivian Lancaster
- Horst Frank : Jack McLean, le faux Vermeeren
- Dorothee Parker : Gloria Pickerstone
- Chris Howland : Archibald « Smokie » Smoke
- Philippe Lemaire : Richard alias Le Tigre Jaune
- Gianni Rizzo : John Yakiris
- Brad Harris : Joe Warren
- Michèle Mahaut : Jeanette May-Wong
- Adriana Ambesi : la danseuse
- Reinhard Glemnitz (de) : le journaliste
- Elisabeth Volkmann : la secrétaire

## Synchronisation
| Rôle                 | Acteur             | Doublage            |
| -------------------- | ------------------ | ------------------- |
| Dr. Vivian Lancaster | Marianne Hold      | Eva Pflug           |
| Jack McLean          | Horst Frank        | Helmo Kindermann    |
| Joe Warren           | Brad Harris        | Heinz Engelmann     |
| Gloria Pickerstone   | Dorothee Parker    | Rosemarie Fendel    |
| John Yakiris         | Gianni Rizzo       | Harald Wolff        |
| Richard              | Philippe Lemaire   | Holger Hagen        |
| Jeanette May-Wong    | Michèle Mahaut     | Rose-Marie Kirstein |
| Secrétaire           | Elisabeth Volkmann | Ursula Herwig       |